# Portentomorpha xanthialis
Portentomorpha xanthialis är en fjärilsart som beskrevs av Achille Guenée 1854. Portentomorpha xanthialis ingår i släktet Portentomorpha och familjen Crambidae. Inga underarter finns listade i Catalogue of Life.